# Die Hochzeitsreise (1969)
Die Hochzeitsreise (Alternativtitel: Eine Nervensäge gegen alle) ist eine deutsche Filmkomödie mit Dieter Hallervorden und Liselotte Pulver in den Hauptrollen. Sie wurde am 22. August 1969 erstmals in den deutschen Kinos gezeigt.

## Handlung
Nach sieben Jahren Ehe holen Lukas und Hannelore Schmidt ihre Hochzeitsreise nach. Auf dem Weg nach Rom geht ihnen das Benzin aus und sie müssen eine Zwangspause einlegen. Dabei wird ihnen Lukas’ Brieftasche mit seinem gesamten Urlaubsgeld von einem angeblich hilfsbereiten Mann gestohlen.
Für Hannelore hat diese Situation aber auch ihren Reiz. Sie lernt den charmanten Rossano Bertorelli kennen. Der macht ihr den Hof, während Lukas sich im Polizeirevier die Verbrecherkartei anschaut, damit er seine Brieftasche wiederfindet.
Das Chaos nimmt schließlich seinen Lauf, als sich die amerikanische Malerin Kay auf den ersten Blick in Lukas verliebt...

## Kritik
Der Evangelische Film-Beobachter bezeichnet den Streifen lapidar als „Lustspiel im Opa-Kino-Stil“, lobt aber dann noch die Schauspieler: „Die guten Hauptdarsteller machen diese Parodie auf die Sitten und Gebräuche teutonischer Urlauber im Ausland erträglich.“

## Trivia
Nachdem Hallervorden Mitte der 1980er die TV-Serie Die Nervensäge (später Didi - Der Untermieter) gestartet hatte, erfuhr der Film bei einer erneuten Ausstrahlung eine Titeländerung in Eine Nervensäge gegen alle. Liselotte Pulver schrieb später über den Film: „Klamauk ohne Ende. Zu viel Klaumauk und ein zu schlechtes Drehbuch - das muss man im Nachhinein kritisch eingestehen.“

## DVD-Veröffentlichung
Der Film wurde am 4. September 2006 von Turbine-Medien auf DVD veröffentlicht.